# 덱스터 다든
덱스터 다든(Dexter Darden, 1991년 6월 24일 ~ )은 미국의 배우이다.

## 출연 작품

### 영화
- 조이풀 노이즈 (2012)
- 메이즈 러너 (2014) - 프라이팬 역
  - 메이즈 러너: 데스 큐어 (2015)
- 버든: 세상을 바꾸는 힘 (2018)

### 텔레비전
- 커트니 콕스의 러브 앤 프렌즈 (2010)
- 빅토리어스 (2010)
- 헬's 키친 (2016, 2022) - 본인